# Aricia parvipuncta
Aricia parvipuncta är en fjärilsart som beskrevs av Tutt 1912. Aricia parvipuncta ingår i släktet Aricia och familjen juvelvingar. Inga underarter finns listade i Catalogue of Life.